# تانکرد، شاهزاده جلیل
تانکرد، شاهزاده جلیل (انگلیسی: Tancred, Prince of Galilee؛ ۱۰۷۵ – ۵ دسامبر ۱۱۱۲ (aged 37))، رهبر ایتالیا-نورماندی جنگ اول صلیبی که پس از جنگ صلیبی اول به مقام شاهزاده جلیل رسید و نائب حکومت انطاکیه شد.